# 吉安县
吉安县（古称庐陵城）是中國江西省吉安市下辖的一个县，地处江西省中部，横跨赣江两岸。縣人民政府駐敦厚鎮廬陵大道。
吉安縣，是中國革命老區，有“將軍縣”之稱。曾獲全國文明縣、全國綠化模範縣。

## 历史沿革
吉安县古称庐陵县。《水经注》说它是因泸水而得名。

### 秦朝前
- 夏、商时代（约前21世纪～前1066），地域处扬州西境
- 周朝（前1066～前221）地属吴、越、楚。[3]

### 秦朝
- 秦始皇二十六年（前221年），秦统一中国，实行郡县制，分天下为36郡，始设庐陵县，隶属九江郡，县治在今泰和县西3里。

### 汉朝
- 汉高祖元年（前206年），秦亡，楚汉争霸，英布为九江王，庐陵县属九江王国。
- 高祖五年（前202年），颖阴候灌婴渡江平定楚地，分九江郡立豫章郡，领18县，庐陵县属扬州豫章郡。庐陵县治在今泰和县城西北三十里。[4]:37
- 新始建国元年（9年），改豫章为九江郡，改庐陵为桓亭县。
- 建武元年（25年）。桓亭县复名庐陵。
- 永元八年（96年），新淦县南部和庐陵县地划出置石阳县（治所在今江西吉水县北十五里固洲）。[5]
- 东汉末，豫章郡分立庐陵郡治西昌，庐陵县分置西昌县（三国吴分庐陵县置，属庐陵郡。治所在今江西泰和县西三里。隋开皇十一年(591)改为泰和县。）[6]和高昌县（治所在今江西泰和县西北三里）[7]，均属庐陵郡。

### 三国
- 三国时高昌县为吴庐陵郡治[7]

### 晋朝
- 晉惠帝元康元年（291年），置江州，庐陵郡改隸江州。後來，庐陵郡移治石阳縣（今吉水县城东北8千米处）。[8]
- 咸康八年（342年），庐陵太守孔伦移庐陵郡治于今吉安市区，石阳县随徙。

### 南北朝
- 梁天监元年（502年），武帝灭齐，高昌县并入石阳县，隶属庐陵郡，郡县同治所。

### 隋朝
- 隋开皇十年（590年），改庐陵郡为吉州，改石阳县为庐陵县。
- 次年，撤销吉阳（今吉水）、兴平（今永丰）、阳丰（今永丰）三县，并入庐陵县，隶属吉州。
- 隋煬帝大業三年（607年），改吉州为廬陵郡。廬陵郡領四縣：庐陵、泰和、安福、新淦。[9]

### 唐朝
- 唐武德五年（622年），复置吉州，庐陵仍为附廓县。
- 开元二十一年（733年），江南道分东、西二道，庐陵县属江南西道吉州。
- 天宝元年（742年），改吉州庐陵郡为吉州，县属不变。

### 五代十国
- 吴天祐六年（909年），庐陵县属杨吴领地；
- 南唐保大八年（950年），析庐陵水东11乡置吉水县，庐陵县仍为吉州附廓县。

### 宋朝
- 宋元祐七年（1092年），庐陵的同水乡与吉水的顺化乡互易（顺化乡即纯化乡）；
- 景炎二年（1277年），忽必烈设立江西宣慰司，改吉州为吉州路，庐陵县隶属如故。

### 元朝
- 元元贞元年（1295年），改吉州路为吉安路，吉安之名始于此，相传意取“吉泰平安”之义，庐陵县仍属之。
- 至正二十二年（1362年），朱元璋兵取江西，改吉安路为吉安府，庐陵县属吉安府。

### 明朝
- 明洪武九年（1376年），改江西行省为承宣布政使司，庐陵县属江西布政使司湖西道吉安府。

### 清朝
- 清康熙二十一年（1682年），湖西道废，吉安府直属省；
- 雍正九年（1731年），庐陵县隶属赣南道吉安府。

### 中华民国
- 中华民国元年（1912年），废吉安府，撤道，
- 民国三年（1914年），改庐陵县为吉安县，设庐陵道于宜春，吉安县属江西省庐陵道。
- 民国十五年，废庐陵，吉安县直属江西省。
- 民国二十一年（1932年），江西省划分13个行政区，吉安县隶属第九行政区。
- 民国二十四年（1935年），江西省缩编为8个行政区，吉安县隶属第三行政区。
- 民国三十一年（1942年），江西省划为9个行政区，吉安县仍属第三行政区。[10]

### 中华人民共和国
- 1949年7月16日，中国人民解放军进驻吉安县。[10]
- 1949年7月28日，奉令析吉安县石阳镇置吉安市，同属吉安分区。[11]
- 1949年9月，吉安分区改为吉安专区。

- 1958年11月，吉安县并入吉安市。
- 1959年6月，县、市仍分治。
- 1968年，吉安县专区改名井冈山地区，吉安县属井冈山地区。
- 1979年，改井冈山地区为吉安地区，吉安县仍属吉安地区。
- 1979年11月，吉安县治所从吉安市区徙新县城敦厚镇。
- 2000年，吉安地区改为吉安市，吉安县属之。

## 行政区划
吉安县下辖2个街道办事处、13个镇、6个乡：
高新街道、金鸡湖街道、敦厚镇、永阳镇、天河镇、横江镇、固江镇、万福镇、永和镇、桐坪镇、凤凰镇、油田镇、敖城镇、梅塘镇、浬田镇、北源乡、大冲乡、登龙乡、安塘乡、官田乡、指阳乡、吉安县工业园区和井冈山经济技术开发区。

### 县治变迁
吉安县县城的变迁较为复杂，大致在前221年设立庐陵县时，县治在今泰和县西北附近。96年划庐陵县地新设石阳县，县治在今吉水县北。东汉末豫章郡分立庐陵郡治所西昌县，庐陵县分置西昌县（治所在今泰和县西）和高昌县（治所在今江西泰和县西北）。庐陵郡在三国时期从西昌县移至高昌县，291年庐陵郡移治石阳縣（今吉水县城东北）。342年庐陵郡治移于今吉安市区附近，石阳县随徙。502年高昌县并入石阳县。
590年，改庐陵郡为吉州，新建州城于今市区赵公塘一带，本境属庐陵县，为吉州首府。682年废赵公塘（堂）旧城，新建州城于今市区北门街道辖区内，并将庐陵县治从石阳古城迁入。自此庐陵郡郡城固定下来，之后庐陵郡变迁为吉州、吉安府此地也一直为治所同城。
新中国时期县治设立石阳镇后改为吉安市，与吉安县多次合并分治，后为适应发展吉安县治所从吉安市区五岳观迁至新县城敦厚镇。
公元1868年(清穆宗同治七年)《吉安府城图》 （页面存档备份，存于）
具体变迁如下：
- 秦始皇二十六年（前221年），始设庐陵县，隶属九江郡，县治在今泰和县西3里。
- 高祖五年（前202年），庐陵县属扬州豫章郡。庐陵县治在今泰和县城西北三十里。[4]:37
- 永元八年（96年），新淦县南部和庐陵县地划出置石阳县（治所在今江西吉水县北十五里固洲）。[5]
- 东汉末，豫章郡分立庐陵郡治西昌，庐陵县分置西昌县（三国吴分庐陵县置，属庐陵郡。治所在今江西泰和县西三里。隋开皇十一年(591)改为泰和县。）[6]和高昌县（治所在今江西泰和县西北三里）[7]
- 三国时高昌县为吴庐陵郡治[7]
- 晉惠帝元康元年（291年），庐陵郡移治石阳縣（今吉水县城东北8千米处）。[8]
- 咸康八年（342年），庐陵太守孔伦移庐陵郡治于今吉安市区附近，石阳县随徙。
- 梁天监元年（502年），武帝灭齐，高昌县并入石阳县，隶属庐陵郡，郡县同治所。
- 隋开皇十年（590年），改庐陵郡为吉州，新建州城于今市区赵公塘一带，本境属庐陵县，为吉州首府。[13]
- 唐永淳元年（682年），废赵公塘（堂）旧城，新建州城于今市区北门街道辖区内，并将庐陵县治从石阳古城迁入。[13]
- 1947年于县治置石阳镇，1949年升镇置吉安市。1952年撤市，名吉安镇，1953年复为吉安市。[13]
- 1979年11月，吉安县治所从吉安市区徙新县城敦厚镇。[11]

## 人口
根據2020年第七次人口普查數據，吉安縣常住人口為46.95萬人。

## 交通
- 京九铁路、吉衡铁路：吉安南站
- 吉衡铁路：永阳街站、石坑站